# Galaxy Zoo
Galaxy Zoo è un progetto astronomico internazionale nel quale i membri sono chiamati a classificare milioni di galassie.
È un esempio di citizen science, traducibile in italiano come "Scienza Popolare", in cui i partecipanti contribuiscono, su base volontaria, ad un progetto scientifico di ricerca.
Il progetto originale è stato lanciato il 12 luglio 2007 (Galaxy Zoo 1) ed il 17 febbraio 2009 è stato dato il via al proseguimento del progetto (Galaxy Zoo 2). Nell'aprile 2010 è iniziata una nuova fase del progetto, chiamata Galaxy Zoo: Hubble, che utilizza i dati del telescopio spaziale Hubble. Galaxy Zoo è parte del gruppo di progetti di citizen science Zooniverse.

## Le origini[1]
Il progetto, come accennato, nasce nel 2007 ispirato da Stardust@home, ed è una collaborazione fra le Università di Oxford, Portsmouth, Yale, Johns Hopkins e la Fingerprint Digital Media di Belfast.
I moderni programmi per computer, nonostante il livello di sofisticazione e specializzazione raggiunti anche in campo astronomico, non sono in grado di classificare le galassie.
Un gruppo di astronomi e cosmologi decide di lanciare un progetto su internet chiedendo ai volontari di visionare delle immagini, estratte dalla banca dati del telescopio Sloan Digital Sky Survey (SDSS), e classificarle in base alla loro morfologia: spirali (spiral), ellittiche (elliptical), stelle/non so (Star/Don't know), in aggregazione (merger).
Le galassie si dividono in due principali categorie, così come stabilito da Edwin Hubble (1889-1953) nella classificazione morfologica della galassie, in base alla loro forma: Ellittiche e Spirali.
"A distanza di oltre 80 anni gli scienziati dibattono sulla controversa materia della formazione ed evoluzione delle galassie stesse.
Un tipo evolve nell'altro? Nelle simulazioni teoriche gli astronomi hanno scoperto che la fusione di galassie a spirale può crearne una ellittica e che un'ellittica può trasformarsi in spirale per accrescimento con l'apporto di ulteriori stelle e gas.
Ma quanto sono frequenti le fusioni? Sono realmente importanti? Ogni galassia è destinata a trasformarsi nel corso della propria esistenza?"
Lo scopo è quello di ottenere, per ogni immagine, almeno 20 classificazioni da diverse persone consentendo di avere un campione statistico significativo.
Il team prevede di completare lo studio in due anni. Nell'arco delle prime 24 ore il sito riceve una media di 70.000 classificazione all'ora.

## I partecipanti
Il progetto si rivela subito un successo. Il numero di partecipanti è impressionante. "La domanda nel primo giorno fu così elevata da far saltare un interruttore della nostra sala computer" ha dichiarato Jan Vanderberg del Johns Hopkins.
Nel corso del primo anno il sito riceve oltre 50 milioni di classificazioni da oltre 150.000 membri.
Non sono richieste conoscenze scientifiche particolari o specifiche nel campo astronomico, anche se in Galaxy Zoo 1 è richiesto il superamento di un test di ingresso.
"I volontari di Galaxy Zoo svolgono un lavoro reale. Non si limitano a far girare passivamente qualcosa sui loro computer sperando di essere la prima persona a scoprire gli alieni. Loro sono un tassello della scienza che ne scaturisce, ciò significa che sono interessati a quello che facciamo e che troviamo" - ha dichiarato Kevin Schawinski, uno dei fondatori del progetto - "Non è solo per divertimento. Il cervello umano è attualmente migliore di un computer nel riconoscimento delle strutture in un progetto come questo. Sia che spendiate cinque minuti, quindici minuti o cinque ore nel sito il vostro contributo è inestimabile".
"Questi risultati sono possibili grazie all'importante contributo scientifico dei nostri astronomi volontari." - ha detto Chris Lintott, un altro dei fondatori del progetto - "Nessun gruppo di professionisti può classificare così tante galassie da solo."

## *Galaxy Zoo 1
Lo scopo del progetto iniziale è quello di classificare un campione di 1 milione di galassie, la maggior parte delle quali mai viste prima da occhio umano, per stabilire, attraverso l'individuazione della morfologia delle galassie, la struttura dell'universo e capire come le differenti galassie sono distribuite nel cielo. "Abbiamo varie teorie su come questo accade" ha dichiarato Anze Slasar della Oxford University "ma per testarle abbiamo bisogno di sapere quale tipologia di galassie sono presenti nei differenti ambienti cosmici. La combinazione del SDSS-II e di Galaxy Zoo ci forniranno le informazioni di cui abbiamo bisogno".
Le immagini per il progetto sono prese dallo Sloan Digital Sky Survey che sfrutta un telescopio robotizzato di 2,5 m equipaggiato con una camera CCD da 120 megapixel in grado di fotografare 1,5 gradi di cielo alla volta.
Ai partecipanti è richiesto un test d'ingresso superato il quale è possibile iniziare subito la classificazione. Le possibili scelte sono fra galassie a spirale con rotazione in senso orario (clock wise spiral) o in senso antiorario (anti-clock wise spiral), spirali poste di taglio (edge on), ellittiche (elliptical), galassie in aggregazione (merger), stelle/non so (star/don't know).

## Il Forum ed il Blog
Correlati e non meno importanti delle pagine del progetto esistono un *Forum ed un *Blog ufficiali di Galaxy Zoo.
Nel Forum, nato in contemporanea con Galazy Zoo 1, i membri, denominatisi zooities, possono scambiare informazioni, chiedere spiegazioni, esporre dubbi, fornire dati inerenti ad altri progetti paralleli sorti in seguito o semplicemente conoscersi. Al forum partecipano, oltre ai volontari, anche i fondatori del progetto, denominati zookeepers, e numerosi astronomi rendendo il Forum un indispensabile strumento di conoscenza, approfondimento ed informazione.

## Scoperte e Pubblicazioni
Un oggetto insolito è stato scoperto da una insegnante olandese, Hanny Van Arkel, e denominato Hanny's Voorwerp (l'«oggetto di Hanny», in olandese). L'oggetto, probabilmente una nube di gas e polveri illuminato da una pulsar ora scomparsa, è sottoposto a numerose investigazioni da parte della comunità scientifica internazionale.
Di seguito sono elencati gli studi attualmente prodotti con i dati di riferimento e l'indicazione del loro stato (In verde quelle già accettate e pubblicate)
| Titolo | Autori | Stato | Links    |
| Galaxy Zoo: The Large-scale Spin Statistics of Spiral Salaxies in the Sloan Digital Sky Survey                                                     | Kate Land, Anze Slosar, Chris J. Lintott, Dan Andreescu, Steven Bamford, Phil Murray, Robert Nichol, M. Jordan Raddick, Kevin Schawinski, Alex Szalay, Daniel Thomas, Jan Vandenberg | Inviato 21 marzo 2008 Accettato 19 maggio 2008 Pubblicato su MNRAS Vol. 388 Issue 4 pp. 1686–1692                     | astro-ph |
| Galaxy Zoo: Morphologies Derived from Visual Inspection of Galaxies from the Sloan Digital Sky Survey                                              | Chris J. Lintott, Kevin Schawinski, Anze Slosar, Kate Land, Steven Bamford, Daniel Thomas, M. Jordan Raddick, Robert C. Nichol, Alex Szalay, Dan Andreescu, Phil Murray, Jan VandenBerg | Inviato 16 aprile 2008 Accettato 4 luglio 2008 Pubblicato su MNRAS Volume 389 Issue 3 pp. 1179 – 1189                 | astro-ph |
| Galaxy Zoo: The Dependence of Morphology and Colour on Environment                                                                                 | Steven P. Bamford, Robert C. Nichol, Ivan K. Baldry, Kate Land, Chris J. Lintott, Kevin Schawinski, Anze Slosar, Alexander S. Szalay, Daniel Thomas, Mehri Torki, Dan Andreescu, Edward M. Edmondson, Christopher J. Miller, Phil Murray, M. Jordan Raddick, Jan Vandenberg                                                                             | Inviato 16 maggio 2008 Accettato 13 novembre 2008 Pubblicato su MNRAS Volume 393 Issue 4 pp. 1324 – 1352              | astro-ph |
| Galaxy Zoo: A Sample of Blue Early-type Galaxies at Low Redshift                                                                                   | Kevin Schawinski, Chris J. Lintott, Daniel Thomas, Marc Sarzi, Dan Andreescu, Steven P. Bamford, Sugata Kaviraj, Sadegh Khochfar, Kate Land, Phil Murray, Robert C. Nichol, M. Jordan Raddick, Anze Slosar, Alex Szalay, Jan VandenBerg, Sukyoung K. Yi                                                                                                 | Inviato 14 giugno 2008 Accettato 19 marzo 2009 Pubblicato su MNRAS Volume 396 Issue 2 pp. 818 – 829                   | astro-ph |
| Galaxy Zoo: 'Hanny's Voorwerp', a Quasar Light Echo?                                                                                               | Chris J. Lintott, Kevin Scawinski, William Keel, Hanny van Arkel, Edward Edmondson, Daniel Thomas, Nicola Bennert, Danieal J.B. Smith, Peter D. Herbert, Matt J. Jarvis, Dan Andreescu, Steven P. Bamford, Kate Land, Phil Murray, Robert C. Nichol, M. Jordan Raddick, Anze Slosar, Alex Szalay, Jan Vandenberg                                        | Inviato 15 luglio 2008 Accettato 23 giugno 2009 Pubblicato su MNRAS Volume 399 Issue 1 pp. 129 – 140                  | astro-ph |
| Galaxy Zoo: Chiral Correlation Function of Galaxy Spins                                                                                            | Anze Slosar, Kate Land, Steven Bamford, Chris J. Lintott, Dan Andreescu, Phil Murray, Robert Nichol, M. Jordan Raddick, Kevin Schawinski, Alex Szalay, Daniel Thomas, Jan Vandenberg | Inviato 12 settembre 2008 Accettato 22 ottobre 2008 Pubblicato su MNRAS Volume 392 Issue 3 pp. 1225 – 1232            | astro-ph |
| Galaxy Zoo: Disentangling the Environmental Dependence of Morphology and Colour                                                                    | Ramin A. Skibba, Steven P. Bamford, Robert C. Nichol, Chris J. Lintott, Dan Andreescu, Edward M. Edmondson, Phil Murray, M. Jordan Raddick, Kevin Schawinski, Anze Slosar, Alexander S. Szalay, Daniel Thomas, Jan Vandenberg | Inviato 20 novembre 2008 Accettato 29 giugno 2009 Pubblicato su MNRAS Volume 399 Issue 2 pp. 966 – 982                | astro-ph |
| Galaxy Zoo: The Fraction of Merging Galaxies in the SDSS and Their Morphologies                                                                    | D. W. Darg, Sugata Kaviraj, Chris J. Lintott, Kevin Schawinski, Marc Sarzi, Steven P. Bamford, J. Silk, R. Proctor, Dan Andreescu, Phil Murray, Robert C. Nichol, M. Jordan Raddick, Anze Slosar, Alex S. Szalay, Daniel Thomas, Jan Vandenberg | Inviato 28 novembre 2008 Accettato 8 settembre 2009 Pubblicato su MNRAS Volume 401 Issue 2 pp. 1043 – 1056            | astro-ph |
| Galaxy Zoo: An Unusual New Class of Galaxy Cluster                                                                                                 | Marven F. Pedbost, Trillean Pomalgu, the Galaxy Zoo Team | Inviato marzo 2009 | astro-ph |
| Galaxy Zoo: The Properties of Merging Galaxies in the Nearby Universe - Local Environments, Colours, Masses, Star-formation Rates and AGN Activity | D. W. Darg, Sugata Kaviraj, Chris J. Lintott, Kevin Schawinski, Marc Sarzi, Steven P. Bamford, J. Silk, Dan Andreescu, P. Murray, R. C. Nichol, M. Jordan Raddick, Anze Slosar, Alex S. Szalay, Daniel Thomas, Jan Vandenberg | Inviato 16 marzo 2009 Accettato 25 settembre 2009 Pubblicato su MNRAS Volume 401 Issue 3 pp. 1552 – 1563              | astro-ph |
| Galaxy Zoo Green Peas: Discovery of A Class of Compact Extremely Star Forming Galaxies                                                             | Caroline Cardamone, Kevin Scawinski, Marc Sarzi, Steven P. Bamford, Nicola Bennert, C.M. Urry, Chris J. Lintott, William C. Keel, John Parejiko, Robert C. Nichol, Daniel Thomas, Dan Andreescu, Phil Murray, M. Jordan Raddick, Anze Slosar, Jan Vandenberg                                                                                            | Inviato 10 aprile 2009 Accettato 9 luglio 2009 Pubblicato su MNRAS Volume 399 Issue 3 pp. 1191 – 1205                 | astro-ph |
| Galaxy Zoo: A Correlation Between Coherence of Galaxy Spin Chirality and Star Formation Efficiency                                                 | Raul Jimenez, Anze Slosar, Licia Verde, Steven P. Bamford, Chris J. Lintott, Kevin Scawinski, Robert Nichol, Dan Andreescu, Kate Land, Phil Murray, M. Jordan Raddick, Alex Szalay, Daniel Thomas, Jan Vandenberg | Inviato 9 giugno 2009 Accettato 11 gennaio 2010 Pubblicato su MNRAS Volume 404 Issue 2 pp. 975 – 980                  | astro-ph |
| Galaxy Zoo: Reproducing Galaxy Morphologies Via Machine Learning                                                                                   | Manda Nanerji, Ofer Lahav, Chris J. Lintott, Filipe B. Abdalla, Kevin Scawinski, Steven P. Bamford, Dan Andreescu, Phil Murray, M. Jordan Raddick, Anze Slosar, Alex Szalay, Daniel Thomas, Jan Vandenberg | Inviato 4 agosto 2009 Accettato 17 marzo 2010 Pubblicato su MNRAS Volume 406 Issue 1 pp. 342 – 353                    | astro-ph |
| Galaxy Zoo: Dust in Spirals | Karen L. Masters, Robert C. Nichol, Steven P. Bamford, Moein Mosleh, Chris J. Lintott, Dan Andreescu, Edward M. Edmondson, William C. Keel, Phil Murray, M. Jordan Raddick, Kevin Schawinsky, Anze Slosar, Alex S. Szalay, Daniel Thomas, Jan Vandenberg                                                                                                | Inviato 17 agosto 2009 Accettato 12 gennaio 2010 Pubblicato su MNRAS Volume 404 Issue 1 pp. 792 – 810                 | astro-ph |
| Galaxy Zoo: Exploring the Motivations of Citizen Science Volunteers                                                                                | M. Jordan Riddick, Georgia Bracey, Pamela Gay, Chris J. Lintott, Kevin Scawinski, Alex Szalay, Jan Vanderberg | Inviato 1º giugno 2009 Accettato 24 agosto 2009 Pubblicato su Astronomy Education Review Volume 9 Issue 1 p. 010103   | astro-ph |
| Galaxy Zoo: Passive Red Spiral | Karen L. Masters, Moein Mosleh, A. Kathy Romer, Robert C. Nichol, Steven P. Bamford, Kevin Schawinsky, Chris J. Lintott, Dan Andreescu, Heather C. Campbell, Ben Crowcroft, Isabelle Doyle, Edward M. Edmondson, Phil Murray, M. Jordan Raddick, Anze Slosar, Alex S. Szalay, Jan Vandenberg                                                            | Inviato 19 ottobre 2009 Accettato 10 febbraio 2010 Pubblicato su MNRAS online.                                        | astro-ph |
| Revealing Hanny's Voorwerp: radio observations of IC 2497                                                                                          | G. I. G. Jozsa, M. A. Garrett, T. A. Oosterloo, H. Rampadarath, Z. Paragi, Hanny van Arkel, Chris Lintott, William C. Keel, Kevin Scawinski, Edd Edmondson | Pubblicato Astronomy & Astrophysics - A&A 500, L33–L36 (2009)                                                         | astro-ph |
| Galaxy Zoo: The Fundamentally Different Co-evolution of Supermassive Black Holes and Their early-and late-type Host Galaxies                       | Kevin Schawinsky, C. Megan Urry, Shanil Virani, Paolo Coppi, Steven P. Bamford, Ezequiel Treister, Chris J. Lintott, Marc Sarzi, William C. Keel, Sugata Kaviraj, Carolin N. Cardamone, Karen L. Masters, Nicholas P. Ross, Dan Andreescu, Phil Murray, Robert C. Nichol, M. Jordan Raddick, Anze Slosar, Alex S. Szalay, Daniel Thomas, Jan Vandenberg | Inviato 5 agosto 2009 Accettato 20 gennaio 2010 Pubblicato su Astrophys. J. Volume 711 Issue 1 pp. 284 – 302          | astro-ph |
| Galaxy Zoo: Bars in Disk Galaxies | Karen L. Masters, Robert C. Nichl, Ben Hoyle, Chris J. Lintott, Steven Bamford, Edward M. Edmondson, Lucy Fortson, William C. Keel, Kevin Schawinsky, Arfon Smith, Daniel Thomas. | Inviato febbraio 2010 Accettato 7 ottobre 2010 Pubblicato su MNRAS Volume 411 Issue 3 pp. 2026 – 2034                 | astro-ph |
| The Sudden Death of the Nearest Quasar | Kevin Schawinski, Daniel A. Evans, Shanil Virani, C. Megan Urry, William C. Keel, Priyamvada Natarajan, Chris J. Lintott, Anna Manning, Paolo Coppi, Sugata Kaviraj, Steven P. Bamford, Gyula I. G. Jozsa, Michael Garrett, Hanny van Arkel, Pamela Gay, Lucy Fortson.                                                                                  | Inviato 24 agosto 2010 Accettato 12 ottobre 2010 Pubblicato su Astrophys. J. Letters Volume 724 Issue 1 pp. L30 - L33 | astro-ph |
| Galaxy Zoo: Multi-Mergers and the Millennium Simulation                                                                                            | D. W. Darg, S. Kaviraj, C. J. Lintott, K. Schawinski, J. Silk, S. Lynn, S. Bamford, R. C. Nichol. | Inviato a MNRAS | astro-ph |
| Galaxy Zoo: Bar Lengths in Nearby Disk Galaxies | Ben Hoyle, Karen. L. Masters, Robert C. Nichol, Edward M. Edmondson, Arfon M. Smith, Chris Lintott, Ryan Scranton, Steven Bamford, Kevin Schawinski, Daniel Thomas. | Accettato su MNRAS | astro-ph |